# 马来西亚特种部队
马来西亚特种部队（直译：「精锐部队」）是马来西亚特定军事部门、执法部门及政府机构的部分制服人员，经过特殊训练组成的特种部队及特种作战部队。正规人员必须接受专门培训，才能加入特种部队的单位，这些特种部队有不同颜色的贝雷帽、肩章、刺绣章、技能章和制服。

## 术语

### 精锐部队
“精锐”在马来西亚制服部队是指完成基础突击课程（Kursus Asas Komando）、基础特别行动课程（Kursus Asas Unit Tindakhas）或基础快速部署课程（Kursus Asas Pasukan Aturgerak Cepat）的军警人员。
“精锐部队”正式只用于以下8个单位：
|  | 徽章 | 名称               | 缩写    | 军种         | 类型         | 先决条件               |
|  | ---- | ------------------ | ------- | ------------ | ------------ | ---------------------- |
|  |      | 第21突击队         | 21 RGK  | 陆军         | 特种部队     | 突击训练               |
|  |      | 海军特种作战部队   | PASKAL  | 皇家海军     | 海军特种部队 | 突击训练               |
|  |      | 空军特种部队       | PASKAU  | 皇家空军     | 空军特种部队 | 突击训练               |
|  |      | 第10伞兵旅         | 10 PARA | 陆军         | 空降部队     | 快速部署训练、伞兵训练 |
|  |      | 69特种部队         | VAT 69  | 皇家警察     | 警察特种部队 | 突击训练               |
|  |      | 特别行动队         | UTK     | 皇家警察     | 警察特种部队 | 特别行动训练、突击训练 |
|  |      | 特殊任务和救援部队 | STAR    | 海事执法机构 | 海岸特种部队 | 突击训练               |
|  |      | 御林军特种部队     | –       | 柔佛御林军   | 特种部队     | 突击训练               |

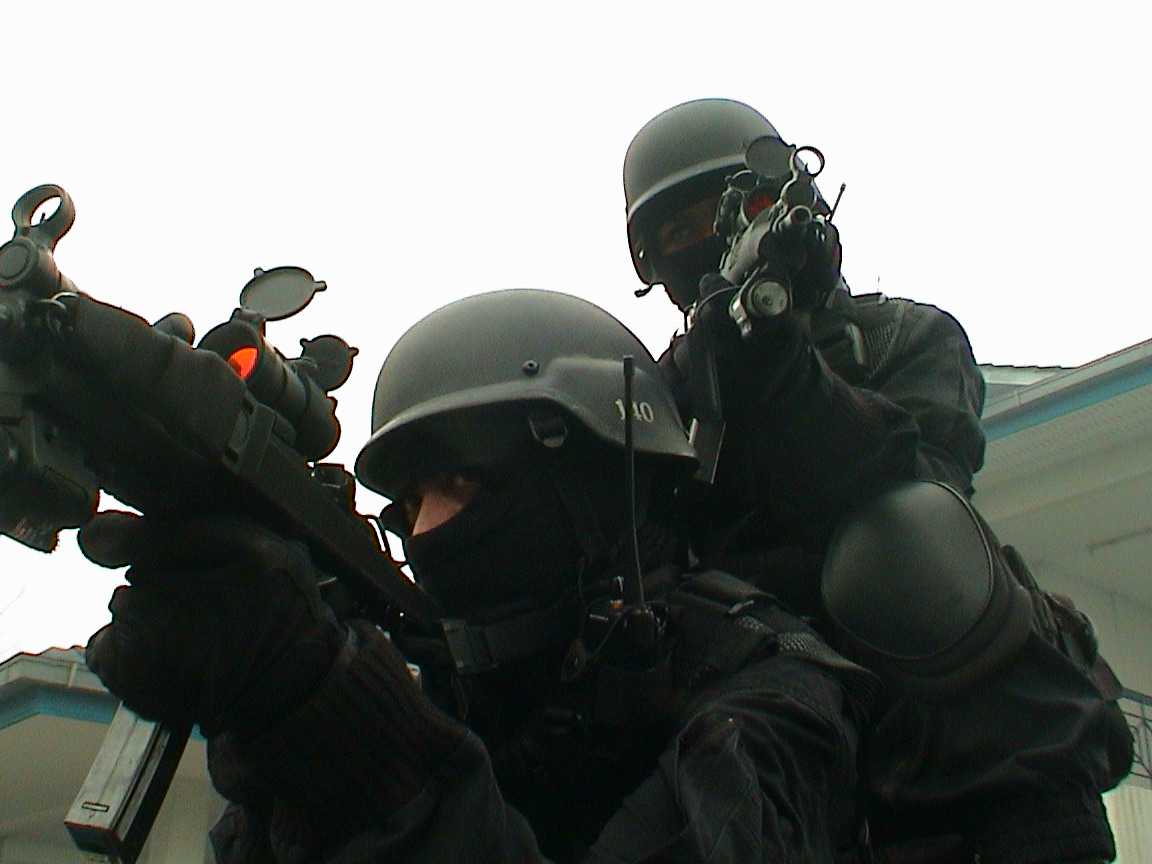
两名UTK特警人员在近身距离作战（CQC）操演中使用MP5N冲锋枪

在这八个部队之中，只有第10伞兵旅和特别行动队接受女性入伍。

### 同等特种部队
除了上述8个作战单位之外，其余受过特殊训练的单位称为“同等特种部队”（Unit Bertaraf Pasukan Khas），是与特种部队具有同等地位的军事单位，也称为“准精锐部队”（Pasukan/Unit Separa-Elit）。 这些部队接受特种作战或情报方面的训练，可以单独作为一个团队，或者附属于另一支特种部队，进行部署以提供作战支援。
其成员不强制通过精锐课程，但有几名受过突击训练的军人，担任领导、教官或作战指挥的角色。

### 特别救援队
特别救援队是受过专门训练的非战斗部队，任务是执行搜索与救援（SAR）任务，其成员按照军事特种部队适用的标准进行训练，附属于特种作战部队进行搜救行动。

## 历史

### 二战时期

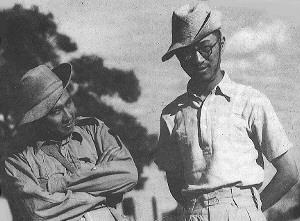
陈崇智和林谋盛在印度接受特别行动执行处训练，随后加入136部队在马来亚和新加坡建设情报网络

马来亚日据时期，英国特别行动执行处部署的136部队，是在敌后与日本军进行非常规战斗的特种部队。1941年至1945年，136部队受命在东南亚建设情报网络，队员通过空降和潜艇进入马来亚，并在当地建立马来亚136部队，积极与日本军作战。

### 紧急状态时期
日本投降之后，英国仍未从二战中恢复过来，并将重点投放在英国本土的内政事务，使得马来亚进入权力真空。此时，马来亚共产党策划夺取政权，以及组建社会主义经济的独立政府，并开始暗杀日据期间与日本合作的马来亚人。1947年打破停战协议，马来亚宣布进入紧急状态，马共组织人民解放军与英军进行游击战。经过两年之后，英国军管政府（BMA）意识到常规部队无法有效对抗人民解放军，因此开始建立精锐的非常规特种部队。
雪貂部队（Ferret Force）
1948年7月6日，前136部队指挥官约翰·戴维斯上校（Colonel John Davis）受托建立一支游击队，专门进行丛林作战的反叛乱行动，命名为雪貂部队。 雪貂部队最初由两支马来军团巡逻队、两支辜卡军团巡逻队和一支英军总部群集结组成先锋队；及后扩大招募警察人员和有特种作战经验的欧洲裔士兵，包括136部队退伍军人理查德·布鲁姆上校（Colonel Richard Broome）也加入雪貂部队。
马来亚侦察兵（Malayan Scouts）
马来亚局势恶化之后，英国远东司令部总司令约翰·哈丁爵士开始招募具有丰富丛林作战经验的军官，二战期间英属印度歼敌部队的退伍军人迈克·卡尔弗特少校，在评估马来亚的局势之后，获准组建一支特种部队在丛林深处作战，命名为“马来亚侦察兵”。 马来亚侦察兵在紧急行动的优越表现，促使英国政府在较后将这支部队编入正规军队。1958年开始，马来亚侦察兵被称为“第22特种空勤团”（22 SAS），被认为是马来西亚现役特种部队的根源。
政治部（Special Branch）
政治部（SB）是马来亚警察的情报部门，最初是英属马来亚安全局（MSS）的继承部门，随后在紧急行动成为一个特殊情报单位，负责渗透马来亚共产党及人民解放军，为其他特种部队搜集情报。
砂拉越游骑兵（Sarawak Rangers）
砂拉越游骑兵自1862年白人拉惹统治期间，就已经存在于砂拉越，最初是布鲁克王朝的警察部队。1930年代因为缺乏经费而解散，及后在1946年重启，以在二战期间与日本军作战。1948年8月婆罗洲英国军管（BMA）时期，殖民政府雇用伊班人为英国民事联系团（British Civil Liaison Corps）的追踪员，为期长达六个月。英属马来亚较后将他们招募到马来半岛成为一支独立战斗部队，由马来亚侦察队负责筛选、训练及提供装备，至紧急状态结束时，这支部队已有200名成员。
原住民部队
马来亚最高专员杰拉德·邓普勒上将向伦敦陆军部提议组织第二支SAS中队，投入马来亚紧急行动的丛林作战，但被拒绝有关提议。因此邓普勒上将于1956年决定成立一支由半岛原住民组成的小规模志愿部队，称为“原住民部队”。这支部队由SAS中队协助进行战术训练，被授予突击队的资格，作为SAS的辅助部队。
原住民部队的创建者是马来亚军事情报局情报官努恩上校（Colonel R.O.D. Noone），邓普勒上将批准他的提议将原住民列为军事行动的丛林追踪者，并将所有原住民士兵组织成为一支特殊部队，因此努恩上校被任命为原住民部队的第一任指挥官。 原住民在丛林战的表现相当优异，努恩上校因此在越南战争期间，应南越总统的要求出借给美国中央情报局，协助组建山地侦察兵，原住民部队同时也被置于中央情报局山地侦察计划（CIA Mountain Scout Program）。 山地侦察兵隶属于美国陆军特种部队、研究观察团（MACV-SOG）和远程侦察巡逻队（LRRP，第75游骑兵团的前身）。

### 独立时期
马来亚联合邦于1957年独立，作为一个新兴国家，马来亚极度依赖英联邦的军事援助，直至紧急状态接近后期，马来亚武装力量才逐渐扩充实力。1963年，沙巴、砂拉越和新加坡加入成立联邦，组成马来西亚，招致印尼首任总统苏加诺的不满，指责马来西亚是新殖民主义的傀儡。1962年1月至1966年8月期间，苏加诺对马来西亚发动军事对抗行动，英联邦迅速提供军事援助，马来西亚政府开始意识到需要成立经过专门训练的精锐部队。马印对抗时期成立的马来西亚特种部队（MSSU），即是马来西亚陆军突击队的前身。马印对抗结束以后，马来西亚发生第二次紧急状态，导致军警部门需要成立更多专业的特殊单位，以满足社会治安的需求。 直至1989年12月，与马来西亚政府长期对抗的马来亚共产党宣布解散，双方在泰国合艾签署和平条约。
1960年代至今，位于马菲边境的沙巴长期面临海盗跨境绑架和武装冲突，并于1985年、2000年及2013年发生严重治安事件。 2001年美国发生911事件，马来西亚同样受到在东南亚区域，日趋频繁的恐怖主义影响，以及马泰边境走私活动、极端民族主义分离组织的武装威胁。

## 联邦特遣队
联邦特遣队（PPKP）是专门为联邦政府服务的特殊部队，由武装部队、执法部门和政府机构的精锐人员组成，只接受国家安全理事会的命令。候选者需要通过马来西亚政府的选定课程，然后才能加入特遣队并由马来西亚首相署指挥，所有人员由联邦政府给予额外的服务津贴。
国家特种作战部队（NSOF）于2018年10月解散之后，现今的联邦特遣队包含以下单位。

### 沙巴及纳闽联邦特遣队
沙巴及纳闽联邦特遣队（PPKPS/L）是部署在沙巴和纳闽负责处理非法移民问题的单位，总部位于沙巴首府亚庇，隶属马来西亚首相署沙巴分署国家安全司，直接受命于联邦政府。

### 特别灾难援助和救援队
特别灾难援助和救援队在国际上被称为，是国际搜索与救援咨询团（INSARAG）认证的重型城市搜救（USAR）和救灾工作队，总部位于雪兰莪蒲种。特别救援队只对联邦政府最高层负责，可以在首相的命令下部署在世界各地，参与国内外的援助任务，仅从马来西亚陆军、皇家警察和消防及拯救局招募成员。
SMART接受过在各种地形执行任务的训练，可以单独部署为一个团队，也可以与其他受过突击训练的精锐部队一起行动，例如：GGK、PASKAU和69突击队；或是同等特种部队及特别救援队，例如：、STORM和SPIDER。

## 武装部队
每支精锐部队都是由各自的军事部门挑选、训练和管理，并可以合并为一支联合精锐部队，由联合指挥部所属联合作战处（J3 - Bahagian Operasi）的特种行动任务（D小组，Sel D）指挥。

### 马来西亚陆军
马来西亚陆军有两支精锐部队，包括一支特种作战部队及一支空降部队，另外有几支不同的同等特种部队。

#### 陆军突击队

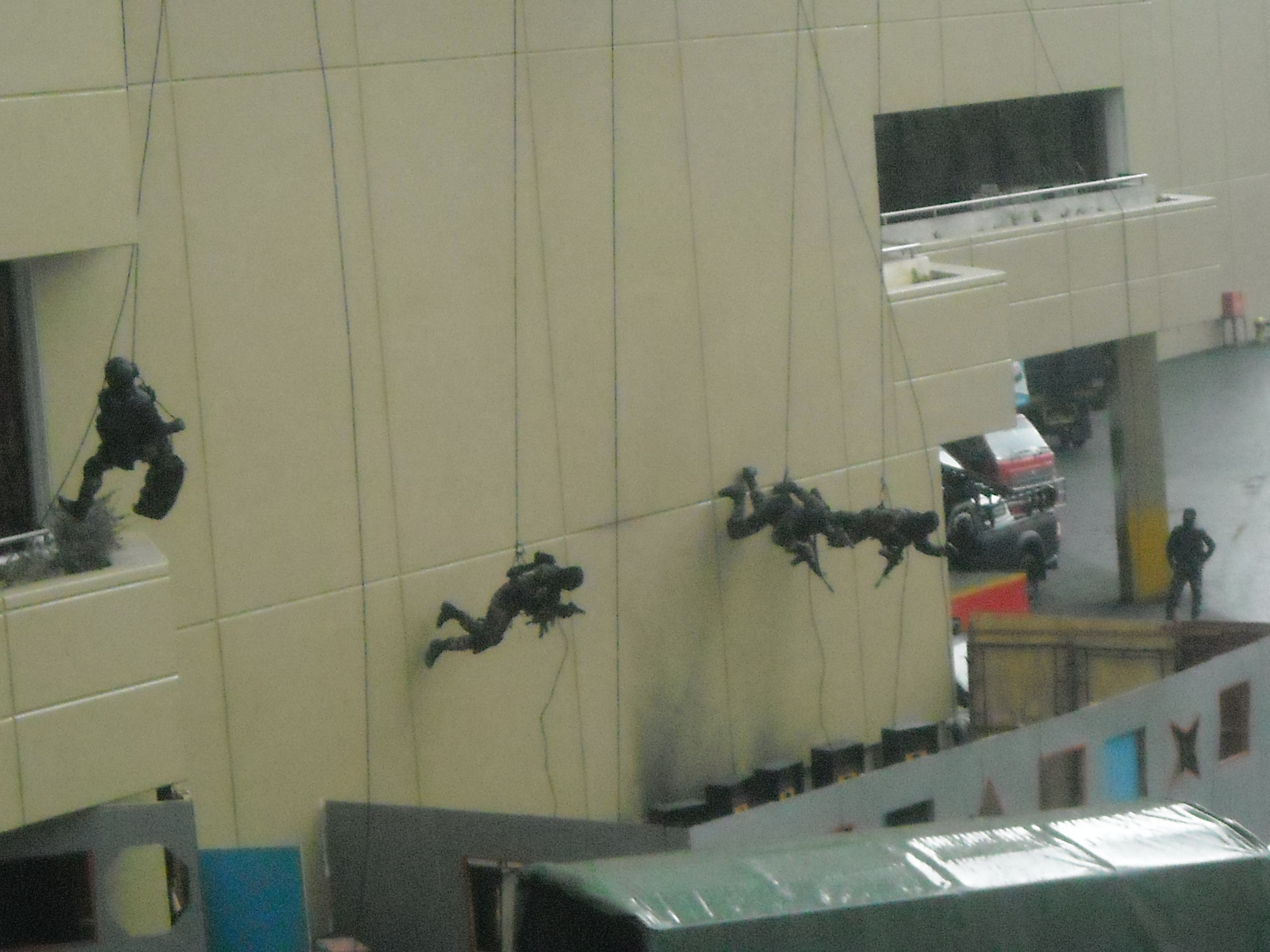
突击队成员在反恐演习时使用绳索降落

陆军突击队（GGK）是马来西亚陆军的特种部队，成立于1965年马印对抗期间，接受过英国皇家海军陆战队第40突击队的训练。每批300名志愿者仅有15人能够通过考验，从而成为突击队的核心。 GGK的标志性象徵，是继承自第40突击队的深绿色贝雷帽、浅蓝色挂绳和F-S突击刀。
GGK由两支反叛乱部队——21 RGK、22 RGK，以及一支反恐部队——11 RGK组成，任务角色相当于英国陆军特种空勤团（SAS）及美国陆军特种部队。

#### 第10伞兵旅

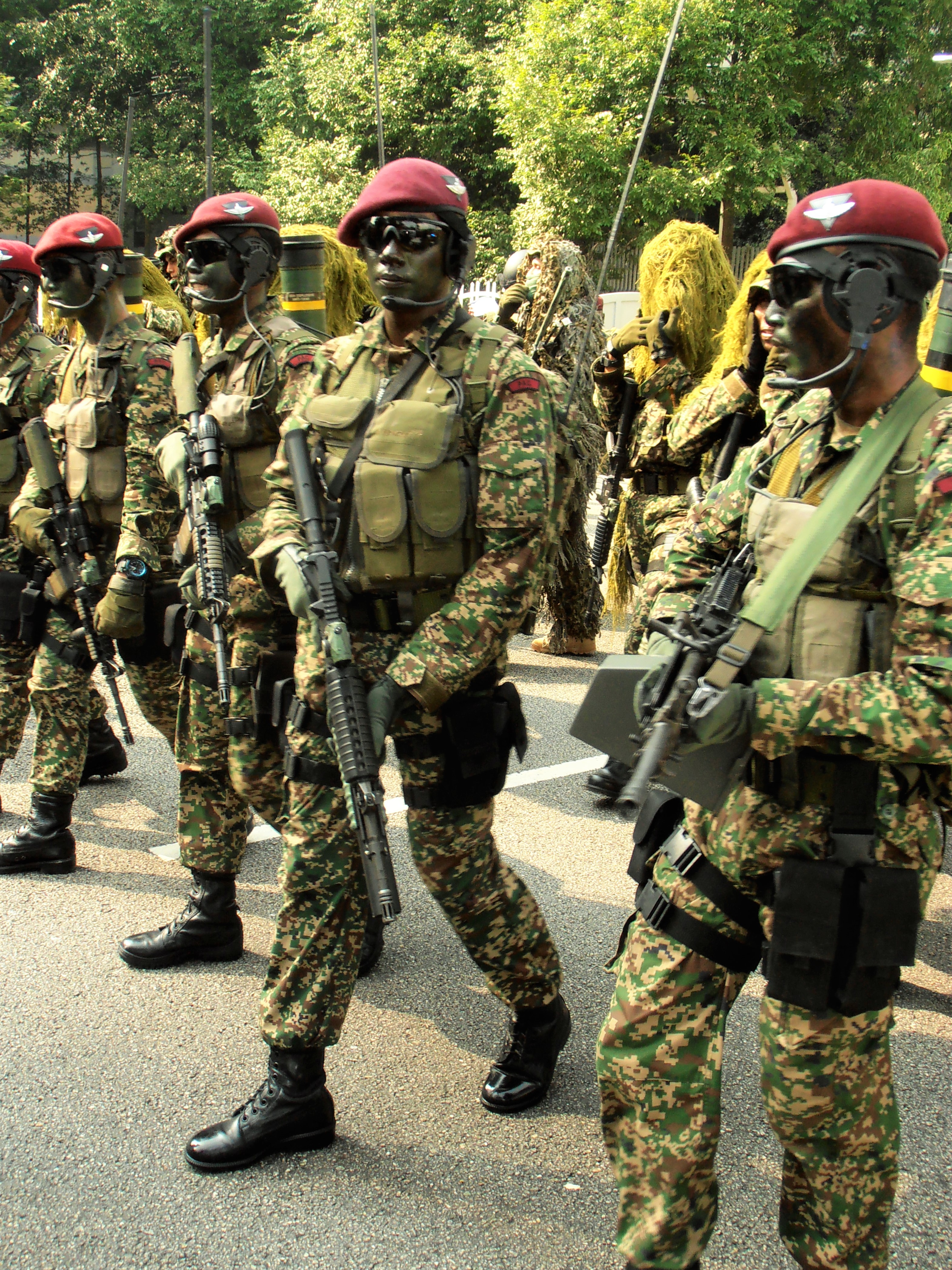
第10伞兵旅参加第59届国庆游行

第10伞兵旅成立于1994年，是马来西亚快速部署部队的主干部队。缘于1988年马尔代夫遭到泰米尔雇佣军袭击时，曾向邻近国家请求军事援助，马来西亚因缺乏快速部署部队，而无法及时提供军事援助，随后决定以英国陆军伞兵团为参考蓝图，建立一支快速部署部队。
第10伞兵旅是一支空降部队及快速部署部队，其成员佩戴栗色贝雷帽，任务角色相当于英国陆军第16空中突击旅及美国陆军第82空降师。

##### 空中侦察大队
空中侦察大队是马来西亚第10伞兵旅的先遣部队及同等特种部队，成员来自第10伞兵旅。军队在涉及空降行动时，空中侦察大队会比主力部队提前几天部署，为主力部队提供侦察、情报、空降区（DZ）和直升机登陆点（HLS）。空中侦察大队也是砲兵部队的前线观察员，负责纠正砲台的攻击位置。
一词是的合成词，对应英语词汇（探路者），任务角色相当于英国陆军探路排。

#### 皇家情报团
马来西亚皇家情报团（KRD）是马来西亚军方的情报机构，下属有4个分支单位，其中包含两个特种作战单位。

##### 第91情报作战群
第91情报作战群（91 GOP）成立于1972年，是皇家情报团的作战情报单位，前称为“第91战斗情报特别团”（91 RKPT）。第91情报作战群的成员受过丛林和非常规作战训练，优先招募原住民入伍，其中一个任务是支援第92特工队（92 ATCK）的秘密任务。
第91情报作战群的任务角色，相当于英国陆军特种侦察单位。

##### 第165军事情报处
第165军事情报处（165 MIB）成立于2008年7月26日，是一支多用途的战术情报部队，也是马来西亚陆军的主要作战部队之一。第165军事情报处配备无人机和最新情报系统，可以附属在10 PARA和GGK等精锐部队，作为战斗情报支援。 第165军事情报处的部分成员接受过空中、海上及陆地的渗透训练，以满足与精锐部队共同作战的需要。 第165军事情报处在有必要的时候，也可以为外国军事单位提供情报服务。
第165军事情报处是一个营级单位，任务角色相当于英国陆军特种侦察团。

### 马来西亚皇家海军
马来西亚皇家海军有一支精锐部队，以及一支同等特种部队。

#### 海军特种作战部队
海军特种作战部队（PASKAL）是马来西亚皇家海军的特种作战部队，前身是1977年成立的海军突击队，该部队是海军纠察队的一部分，最初任务是保护皇家海军舰艇和基地，作用类似于皇家海军陆战队第43突击舰队保护群。1982年，海军突击队脱离纠察队，改编重组为特种作战部队，以保护《联合国海洋法公约》（UNCLOS）所概述的马来西亚专属经济区（EEZ）。
第一梯次的海军突击队被分为两组，其中一组派往印度尼西亚海军陆战队接受丛林突击课程，因此继承印尼海军陆战队的紫红色贝雷帽；另一组派往印尼海军蛙人部队接受突击课程；其中有一部分核心成员被派往英国皇家海军陆战队突击队，以及美国海军海豹突击队接受基础水下爆破及海豹突击训练，并在结业后获得海豹突击队三栖徽章。至今，马来西亚皇家海军仍然延续传统，每位结业的特种作战队员都被授予紫红色贝雷帽、F-S突击刀和三栖徽章。
PASKAL的任务角色，相当于英国皇家海军特殊舟艇队（SBS）和美国海军三棲特战队（SEAL）。

#### 海军潜水和水雷指挥部
海军潜水和水雷指挥部（HQDMW）是皇家海军的同等特种部队，成立于2013年，成员是受过专门训练的战斗潜水员，负责扫雷潜水、爆炸物处理和打捞潜水任务。 前身是成立于1965年的海军潜水单位，1998年9月15日，与海军潜水学校合并成为，在国际上被称为“马来西亚皇家海军水雷及潜水中心”。 2013年，该部门脱离，成为一个独立的指挥部，继续作为潜水学校和培训中心。 HQDMW的总部位于红土坎海军基地，由以下专业单位组成。
| 名称   | 职责                      | 工作内容 |
| ------ | ------------------------- | --- |
| 第一组 | 潛水拯救及打捞            | 第一组的主要工作是皇家海军舰艇和潜艇在开阔水域发生事故时，执行水下救援任务。第一组还负责执行打捞作业，清除搁浅船只或阻挡海军舰艇路径的障碍，如果类似事件发生在非皇家海军船舰时，可以呼叫第一组进行协助。 其部分潜水员隶属于潜水救援艇MV Mega Bakti，以及扫雷舰、和。 |
| 第二组 | 浅水扫雷对策              | 第二组是一个水下爆破小组，其任务是为两栖登陆部队清除海岸线上的水雷和爆炸物。在大型两栖作战期间，将部署一支PASKAL侦察队，在两栖登陆部队之前执行海滩侦察，第二组潜水员隶属于侦察队，负责扫雷工作，部分成员也接受过跳伞训练。                                           |
| 第三组 | 爆炸物处理（EOD）特别操作 | 第三组是隶属于PASKAL海上反恐小组（MCT）的特种作战拆除部队，接受过所有特殊操作方面的训练，包括海上反恐和各种渗透技术，主要工作是为海上反恐小组提供即时EOD援助。 |
| 第四组 | 舰队潜水及爆炸物处理支援  | 第四组的主要任务是为海军舰队及基地提供潜水支援，以及港口和码头排雷任务，其成员分布在属于皇家海军的所有舰队及军港。 |

这个单位的成员可以通过制服上的海军潜水员及排爆技能章作出识别，其任务角色相当于英国皇家海军舰队潜水群、美国海军水下爆破队和澳大利亚皇家海军排雷潜水分队。

### 马来西亚皇家空军
马来西亚皇家空军有一支精锐部队，以及一支近身保护部队。

#### 空军特种部队
皇家空军特种部队（PASKAU）是马来西亚皇家空军的特种部队，前身是1980年4月1日成立的地空防卫队（HANDAU），是马来亚共产党于1970年代，两次使用迫击炮攻击新街场皇家空军基地，而决定成立的反应部队。 1980年，一支皇家空军飞行员被派往特种作战训练中心（PLPK）接受突击训练，并组建成为第102地空防卫中队。
HANDAU编制在皇家空军安全团总部，1993年之后改称为皇家空军团总部（MAREJ）。1993年6月1日，HANDAU更名为“皇家空军纠察队”，并加入两个特种作战部队。1996年，特种作战部队被组织成为独立作战单位，命名为“空中特种部队”（PKU），任务包括反恐、非常规作战和战斗搜救（CSAR）任务。 1999年，皇家空军纠察队脱离空军团；2002年，PKU更名为“皇家空军特种部队”（PASKAU）。
PASKAU佩戴有红色帽徽的浅蓝色贝雷帽，以及肩膀带有浅蓝色挂绳，任务角色相当于美国空军特战中队。

#### 近身护送队
近身护送队（CET）是皇家空军纠察队所属的安全单位，专门负责高级军官及贵宾的近身保护任务，以及保护皇家空军所属的航空器及地面设施。 其成员来自于皇家空军纠察队，需要进行为期三周的近身护送课程，接受法律、道德、威胁、急救、礼节、先进枪械和高级驾驶训练，完成课程后授予红色贝雷帽，佩戴与PASKAU相同的红色帽徽。
CET的任务角色，相当于美国空军保安部队（USAF SF）和英国陆军皇家宪兵近身保护队（RMP CPU）。

## 马来西亚皇家警察
马来西亚皇家警察（PDRM）是马来西亚的联邦警察部门，由多个犯罪调查科、情报科、巡逻警察、交通警察、水上警察、空中警察、防暴警察、骑警、准军事部队等部门组成。大多数部门和分支机构都有独自的精英单位，但只有特别行动队和69特种部队才能正式获得精锐部队的资格，并且两者都隶属于特别行动指挥部（PGK）管辖。

### 特别行动队

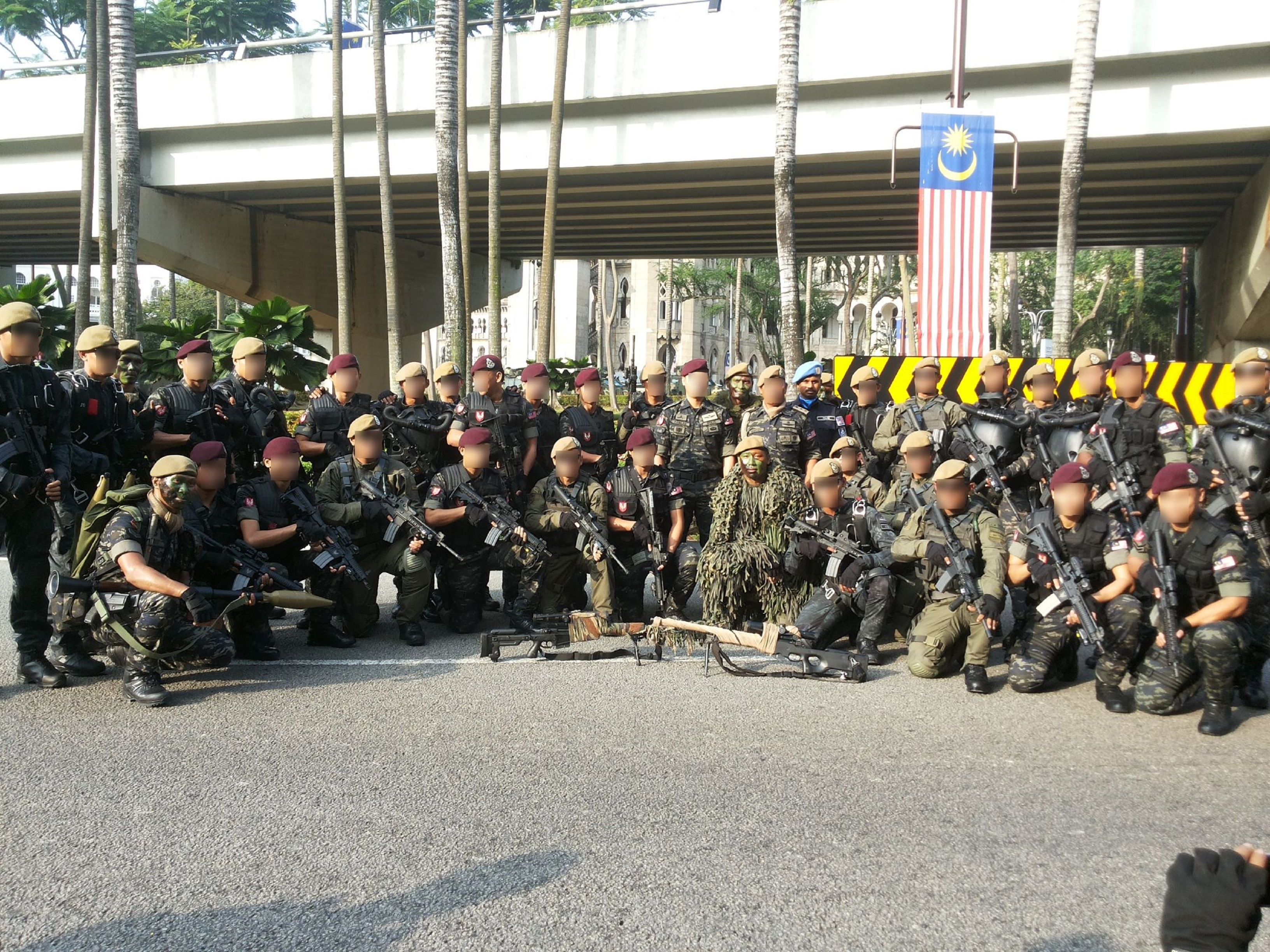
特别行动队 (马来西亚)和69特种部队作战员在参加第60届国庆游行前合影

特别行动队是马来西亚皇家警察的特殊及特别战术部队，是马来西亚历史最悠久、经验最丰富的反恐部队。特别行动队成立于1975年1月1日，接受过反恐行动、人质救援行动的专门培训，并为政府高级人员及其配偶提供24小时贴身保护。
特别行动队在其成立初期，接受过英国陆军第22特种空勤团（22 SAS）专门的城市作战训练，并为刑事调查科提供火力支援；随后由于恐怖主义的威胁，开始接受空中作战、水下作战及丛林作战训练，拥有空降、战斗潜水员和丛林作战能力，以应对各种类型的恐怖主义威胁。
特别行动队是特别行动指挥部的A分队，佩戴栗色贝雷帽，任务角色相当于德国联邦警察第九国境守备队（GSG 9）、美国联邦调查局人质拯救队（HRT）和美国特勤局。

### 69特种部队
69特种部队是一支皇家警察突击队，成立于1969年。成立之初是皇家警察准军事化野战部队（森林部队，今普通行动部队）的反叛乱精锐部队，以英国特种空勤团作为设计蓝本。
1969年，SAS派遣一批教官前往霹雳宜力基玛营地，监督皇家警察的突击课程，30名警察通过课程后，组成第一梯次的69中队，第二及第三梯次成员则接受过纽西兰特种空勤团教官的训练。第二次紧急状态时期，69中队积极参与反叛乱行动，紧急状态于1990年正式结束后，其角色升级为城市反恐作战单位，与UTK一同划归特别行动指挥部管辖。
69特种部队是特别行动指挥部的B分队，佩戴继承自SAS的沙黄色贝雷帽，任务角色相当于印度中央武装警察部队坚决行动突击营（COBRA）和哥伦比亚国家警察丛林突击队（JUNGLA）。

### 海上突击队

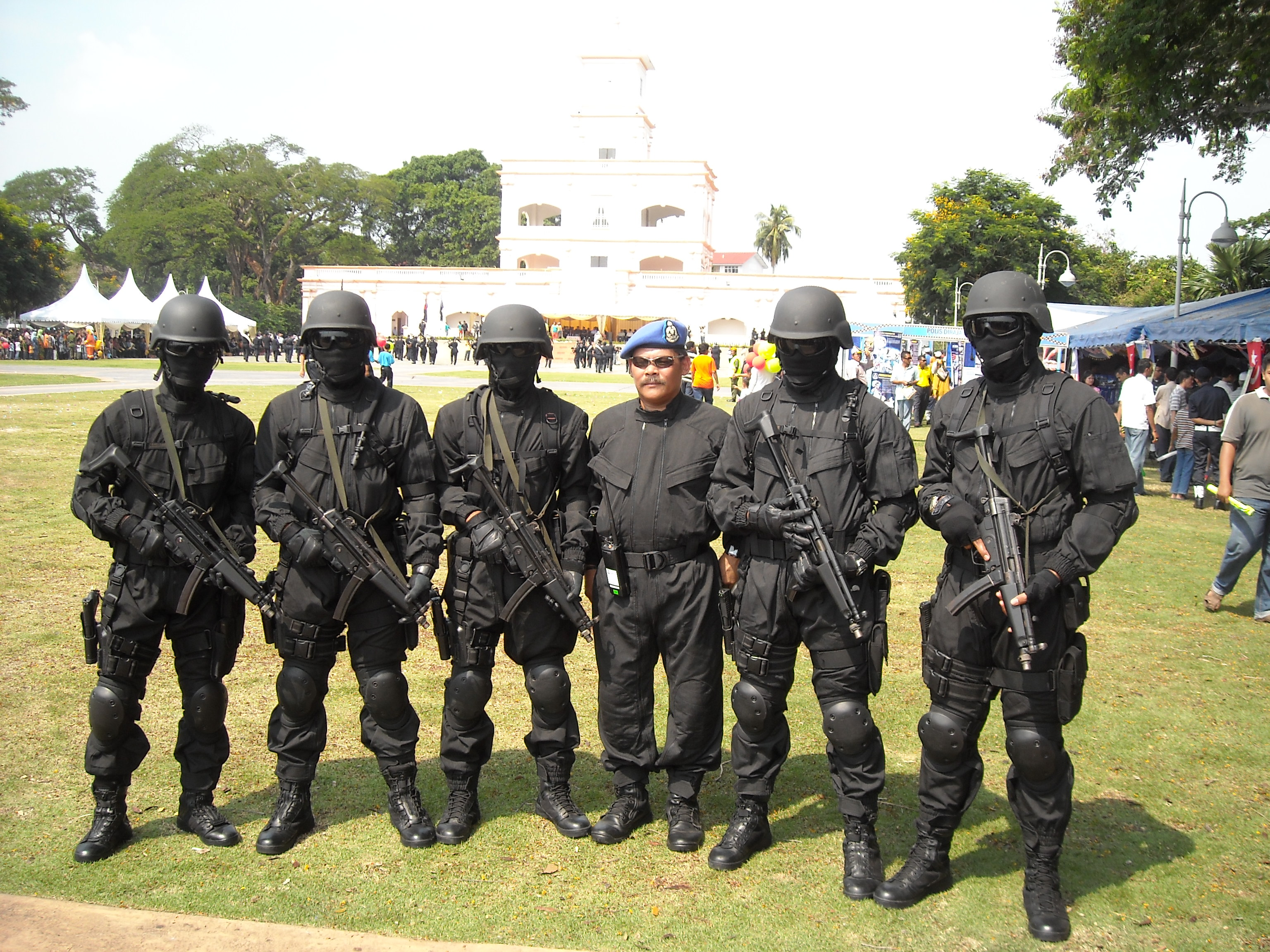
UNGERIN突击员于2009年在展览合影

海上突击队（UNGERIN）是皇家警察水警部门（PPM）的准精锐战术部队，成立于2006年，是一个专门用于沿海及河川的战斗潜水员部队。UNGERIN的职责包括海岸侦察、保护渔船及渔村安全，在港口、湖泊、水坝和岛屿上巡逻，并且须要参与海上反恐行动，协助海军、海岸警卫队或海关进行海上相关行动。
成立初期，69突击队的30名蛙人被调入UNGERIN，组成“战斗潜水员小组”（UST），2008年改为今名。UNGERIN目前仅在水警部门招募成员，候选者由69突击队教官进行训练，作战突击员同时也接受过美国海豹突击队及美国海岸警卫队的训练。
UNGERIN突击员都佩戴与普通水警相同的浅蓝色贝雷帽，唯一区别是制服上的战斗潜水员技能章，其任务角色相当于纽约市警潜水队。

### 猛虎排
猛虎排是皇家警察普通行动部队（PGA）的准精锐战术单位。1990年代，原属于野战部队（又名森林部队，普通行动部队的前身）的69中队划归给PGK，PGA需要重新组建具有类似突击能力的部队。 普通行动部队在全马共有5个旅，每个旅有3至5个营，每个营有3个轻步枪连，从中训练一个特种作战排，命名为猛虎排。猛虎排直接由旅长指挥任务，接受UTK协助及VAT69的技术训练，职责包括开展反叛乱、反恐、搜救和协助特种部队的行动。
猛虎排是沙巴和砂拉越警察总部的首要战术单位，因为这两州都远离PGK总部的活动范围，其任务角色相当于美国州警特种武器和战术部队（SWAT）和德国州警特别行动突击队（SEK）。

### 重案组
重案组（D9）是马来西亚皇家警察刑事调查科（CID）的枪械专家小组，分散在各州警察总部，直译为“特别调查组”。 重案组成立于1970年，最初是为处理华人私会党的威胁问题，1980年代马来人及印度人黑社会集团开始壮大，重案组开始处理所有涉及有组织犯罪的高风险行动。
2014年，刑事调查科和毒品罪案调查科（NCID）成立3支同等警察特种部队，分别是：有组织罪案特别工作组（STAFOC）、特别策略及毒品情报组（STING）和反色情、赌博和黑帮特别工作组（STAGG）。与重案组不同，这3个单位受过特别行动指挥部的培训，重案组的职责即是协助任务行动。 2018年三支部队全部解散，重案组则接替三支部队的职责。
重案组并不是准精锐战术单位，但比较起一般警察更加训练有素及装备精良，任务角色相当于英国警察部队特种枪械警官，达到授权枪械警官更高的级别。

### 原住民部队

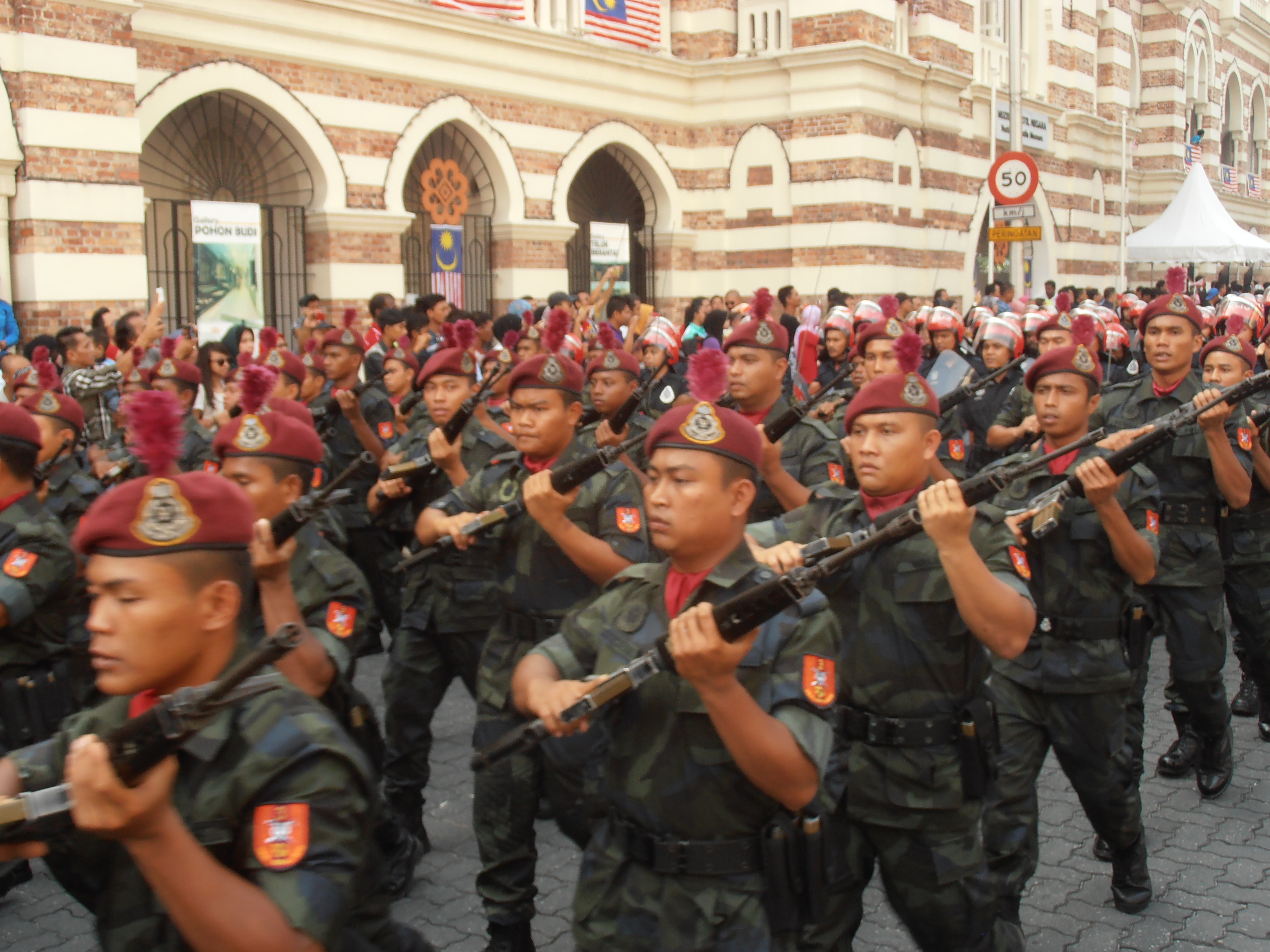
原住民部队参加第56届马来西亚独立日游行

原住民部队是一支皇家警察准军事部队，仅从原住民部落招募成员，在塞迈语的意思是“战士”。原住民部队的职责类似传统的森林部队，同时作为丛林专家，还承担特殊追踪的任务。
原住民部队成立于1956年英国军管马来亚期间，最初是一支由马来亚侦察队（英国陆军22 SAS的前身）训练的突击队，在马来亚紧急状态时作为辅助力量。马来亚紧急状态结束后，这支部队划归在原住民局（现称原住民发展局），并从突击队降级为专业准军事部队。
1968年开始，原住民部队隶属于皇家警察森林部队，并编入第3营，虽然不再是特种空勤辅助部队，但其成员仍然佩戴栗色贝雷帽，这是早期在侦察队通过突击训练时，授予的资格证明，延续至今成为传统。

## 马来西亚海事执法机构
马来西亚海事执法机构（MMEA）成立于2005年，自2017年以来被国际认定为马来西亚海岸警卫队，其任务是监控空中和海岸，并在马来西亚海事区（MMZ）内执行法律。海事执法机构在紧急状态、武装冲突或战争期间，可以与马来西亚武装部队整合，作为海军的战备力量。

### 特殊任务和救援部队
特殊任务和救援部队（STAR）是马来西亚海事执法机构的特种部队，所有成员都通过皇家海军或皇家空军的基础突击课程。这支部队是一支快速反应部队，其成员分布在马来西亚的所有海区，负责处理发生在海事区内的所有海盗活动。
STAR成立于2005年，部分成员是从PASKAU和PASKAL调入海事执法机构，并组成STAR的核心团队，接受过全面直升机载反海盗训练，可以通过直升机或快艇部署，成员可以通过佩戴猩红色贝雷帽作出识别。
STAR的任务角色，相当于美国海岸警卫队海事安全与保安队（MSST）和海上保安应变队（MSRT）。

### 海上救援队
马来西亚海事执法机构是负责海上搜救任务的主要政府机构，其下成立一个海上救援协调中心（MRCC）和五个海上救援中心（MRSC），以便在马来西亚海上搜救区（MSSR）协调与执行海上搜救行动。 海上救援队在MRCC和MRSC处于24小时待命状态，他们受过专门训练负责在马来西亚海事区（MMZ）内执行海上搜救，可以通过空中和海上部署，从直升机跳落海上的开阔水域，与PASKAU海上救援队（MPRT）分担执行海空救援的任务。
海上救援队的任务角色，相当于美国海岸警卫队航空拯救技术员（AST）和美国海军航空救援游泳员（AIRR）。

## 马来西亚消防与拯救局
马来西亚消防与拯救局是联邦的消防和救援机构，其所属“特殊部队”是受过特殊救援训练的成员。

### 消防与拯救特殊部队
| 名称                                                  | 缩写    | 成立           | 职责                   | 工作内容 |
| ----------------------------------------------------- | ------- | -------------- | ---------------------- | --- |
| 潜水搜救队 Pasukan Penyelamat Di Air                  | PPDA    | 1987年         | 水下搜救               | 受过潜水训练的消防员，专门從事水下搜索与救援（SAR）。 |
| 消防船艇队 Jurumudi Khas                              |         | 1987年         | 水面搜救               | 消防员驾驶船舶协助水上搜救行动，其成员接受过水上救援培训课程。 |
| 危险物质处理组 Pasukan Hazadous Material              | HAZMAT  | 1992年10月29日 | 危险物质管理           | - 处理危险化学品泄漏事故 - 处理放射性和辐射发射物质 - 处理危险物质引起的火灾 - 处理化学、生物、放射及核暴露                                                                                          |

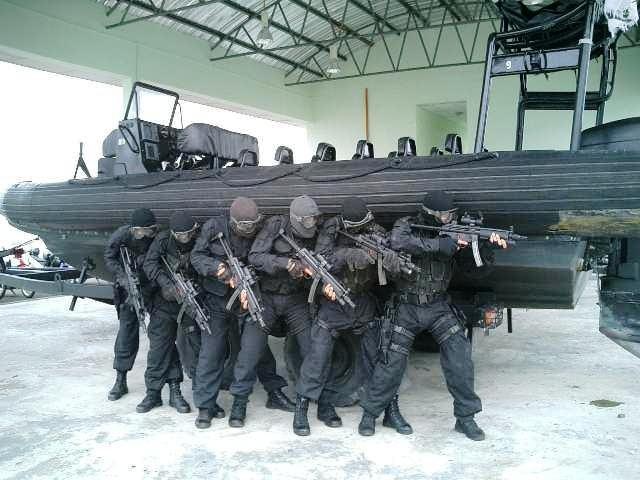
海军特种作战部队正在进行CQC演习

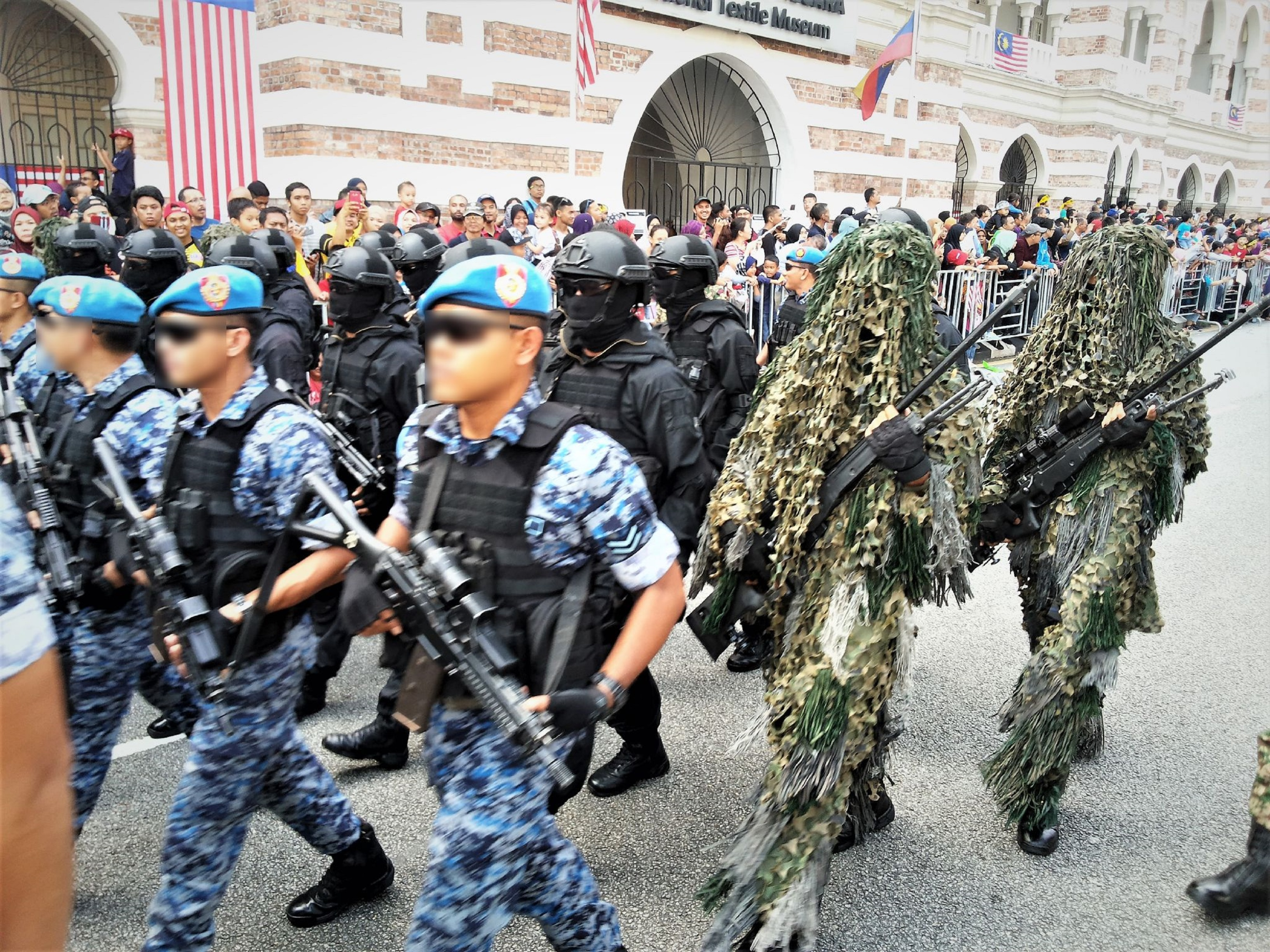
皇家空军特种部队参加第60届国庆游行

| 多技能搜救组 Pasukan Khas Multiskill                  | MUST    | 1998年9月11日  | 直升机高战备多角色团队 | 具有多种能力的直升机消防队，可以通过直升机进入高层建筑物，部分成员是经过认证的航空管制员（ATC），可以作为地勤人员协调救援工作。 MUST包含一支受过直升机跳落水面训练，在开阔水域救援的救援游泳员（）。 |
| 特别空中消防部队 Pasukan Khas Udara Bomba             | PASKUB  | 1998年9月11日  | 空降消防队             | 接受过空中操作方面的直升机空勤人员、绞盘操作员和护理人员的培训，包含一支受过跳伞训练的空降消防员（）。                                                                                               |
| 消防犬单位 Unit Pengesan Bomba (K9)                   | K9 Unit | 2002年4月26日  | 专业消防犬小组         | 专业训练的训犬员和消防员，可以协助搜救行动和火灾调查，其中内容包括丛林训练。 |
| 快速反应摩托车队 Pasukan Rapid Intervention Motorcyle | RIM     | 2004年11月29日 | 高速城市消防救援队     | 配备重型摩托车，可以避免城市的交通堵塞，快速抵达火灾现场，基本消防和救援设备分为3辆摩托车，可以在火灾现场重新组装。                                                                                  |
| 紧急医疗救援服务队 Pasukan Paramedik Khas             | EMRS    | 2006年         | 专业辅助医护人员       | 受过专门训练的护理人员，可以为其他消防特搜队提供支援，经过专门培训可以紧急处理危险物质、烧伤和交通事故造成的伤害，部分成员接受过跳伞、危险物质处理和水肺潜水方面的培训。                             |

### 特别策略行动及救援队
特别策略行动及救援队（STORM）是马来西亚消防与拯救局的最精锐单位，成立于2011年3月，与10 PARA同属于快速部署部队（PAC）的一部分，但具有不同的任务角色。STORM于2017年获得新加坡-全球消防及紧急救援人员挑战赛（SGFPC）的优胜，是消防与拯救局中唯一接受过重型城市搜救（USAR）、飞机及直升机坠毁搜救行动的专门训练单位。
STORM被昵称为“消防突击队”，与其他消防与拯救特殊部队相比，是有更高要求资格的单位，其大部分成员来自消防与拯救特殊部队，因为STORM是快速部署部队的一部分，所以训练课程相当艰巨，几乎与基础突击课程或快速部署课程不相上下，他们经常与联邦政府特别灾难援助和救援队（SMART）和马来西亚民防部队特殊灾害及紧急应变小组（SPIDER）合作。

### 山地搜救队
山地搜救队（MOSAR）是属于志愿消防队（PBB）的特别救援队，成立于2015年6月23日。他们只向具有登山经验的志愿消防员开放资格，与消防与拯救特殊部队具有相等资历，核心团队由20名成员组成，目前仅活跃于沙巴京那巴鲁山，并全职担任高山向导。

## 其他联邦政府机构

### 迅捷行动部队
迅捷行动部队（TTC）是马来西亚监狱局的特别行动及应变部队，成立于2005年10月3日。第一梯次的成员在特种作战训练中心（PULPAK）接受过反恐训练，之后的梯次在皇家警察普通行动部队训练中心，接受过69突击队的突击训练。TTC的职责包括运送高风险囚犯、羁押不合作囚犯、全面搜查及追捕逃犯，以及处理在监狱设施发生的高规格安全、设置路障、反骚乱、大规模逮捕、高风险运输和解救人质事件，同时协助监狱局防暴单位进行人群控制。
TTC的成员佩戴猩红色贝雷帽，任务角色相当于俄罗斯联邦监狱局土星特别用途单位（OSN Saturn）和美国联邦监狱管理局特别行动和应变队（SORT）。

### 特别战术队
特别战术队（PASTAK）是马来西亚移民局的特别行动及应变部队，成立于2018年2月13日，前身是森美兰移民局于2014年1月成立的特别战术群（GTK），主要受理移民局相关的重大案件、突击和特别行动。
PASTAK在乌鲁近打的皇家警察普通行动部队训练中心，接受过69突击队教官的物理及反恐训练，通过训练后被授予深褐色贝雷帽，其任务角色相当于美国移民及海关执法局特别应变队（SRT）。

### 特别行动组
特别行动组（PTK）是马来西亚陆路交通局的特别行动部队，成立于2016年4月10日，并在皇家警察普通行动部队训练中心接受过反恐训练。
PTK的主要是负责非法集团相关犯罪的威胁，这些犯罪通常涉及豪华汽车盗窃、走私和篡改车辆识别号码； 同时也会与皇家警察刑事调查科D7合作，渗透有组织犯罪集团的盗窃团伙。 PTK的次要任务是负责高速公路发生的高速汽车追逐行动。

### 海关反应突击作战队
海关反应突击作战队（COBRA）是马来西亚皇家关税局的特别行动部队，成立于2016年11月28日，主要任务是保护海关免受各种威胁，并消灭存在的高规格威胁。
COBRA在皇家警察普通行动部队训练中心接受过反恐训练，其任务角色相当于德国联邦海关局中央海关支援队（ZUZ）和美国海关及边境保卫局特别应变队（SRT）。

### 特殊灾害及紧急应变小组
特殊灾害及紧急应变小组（SPIDER）是马来西亚民防部队的特别救援队，前身是成立于2008年8月15日的民防特种部队（PASPA），2017年8月1日更为今名。
SPIDER的选拔课程为期六个月，并在雪兰莪蒲种的SMART总部，接受过特别灾难援助和救援训练，成员佩戴蓝色贝雷帽。

## 柔佛御林军
柔佛御林军（Askar Timbalan Setia Negeri Johor，JMF）是柔佛的独立军队，由苏丹阿布峇卡于1886年成立，是马来西亚历史最悠久的现役军队。柔佛御林军最初是作为宪兵队，现时则是充当护卫队的职责，负责保护柔佛苏丹及其王室成员的安全。柔佛州内一旦发生武装冲突，御林军可以作为步兵单位，与马来西亚武装部队合并。

### 柔佛御林军精锐部队
柔佛御林军精锐部队（JMF Elite Forces）成立于2008年7月7日，任务是作为即时反应部队，为柔佛王室提供近身保护，总部驻扎在柔佛首府新山市中心。柔佛御林军精锐部队还参与反恐行动，应对城市内及附近发生的袭击事件。柔佛御林军精锐部队接受过GGK的反恐训练，队员必须在特种作战训练中心（PULPAK）完成基础突击课程，才能加入精锐部队，并且遵循GGK的传统佩戴深绿色贝雷帽和浅蓝色挂绳。

## 非活跃单位

### F組
E3F中队（代号）是皇家警察政治部的秘密情报单位，由退伍警官拿督梁炽和总监（SAC Datuk Leong Chee Woh）成立于1971年，并在1995年解散，主要任务是对马来亚共产党进行人力情报收集（HUMINT）。 F组的大部分特工招募自森林部队，少数是招募投降的马共成员，有时也会参与陆军突击队的联合行动。 F组的存在被当局隐藏超过45年，直到2016年才被公之于众，外界没有关于F组的更多资料。

### 有组织犯罪特别工作组
有组织犯罪特别工作组（STAFOC）是皇家警察刑事调查科（CID）的同等警察特种单位，成立于2014年1月，目的是帮助CID更加独立的执行特别任务，避免任何有关突袭行动的讯息，被有组织犯罪集团的线人泄露。STAFOC成功处理过许多案件，并取缔多个大型犯罪集团。2018年政府更迭后，并称为“3S特工队”（3S）的STAFOC、STING及STAGG于该年6月解散。

### 特别策略及毒品情报组
特别策略及毒品情报组（STING）是皇家警察毒品罪案调查科（NCID）的同等警察特种单位，成立于2014年1月，成立目的与STAFOC相同，却是与NCID合作，并于2018年6月解散。

### 反色情、赌博和黑帮特别工作组
反色情、赌博和黑帮特别工作组（STAGG）是皇家警察刑事调查科取缔非法组织、肃赌与反风化组（D7）的同等警察特种单位，成立于2014年12月，成立目的与STAFOC相同，却是与D7合作，并于2018年6月解散。

### 国家特种作战部队
国家特种作战部队（NSOF）成立于2016年10月，是为应对东南亚地区的ISIS和恐怖主义威胁，而成立的特殊部队。2016年，ISIS在马来西亚、泰国、菲律宾和印尼等东南亚国家迅速发展，为阻止威胁蔓延而决定成立一支规模小、但具有情报和反恐能力的特种作战部队。2018年在新政府领导下，NSOF于2018年10月解散。 马来西亚武装部队拟定成立一个特种部队指挥部，填补NSOF解散后留下的空缺。
NSOF总部位于吉隆坡首都卫戍区（Fort Perdana），只对马来西亚政府最高行政人员负责，指挥官直接向国家行动计划委员会（Jawatankuasa Perancang Gerakan Kebangsaan，JPGK）报告，该委员会由国防卫队首长和全国警察总长监督，并向马来西亚首相负责。这支部队是马来西亚最精锐的联合反恐部队，因为其成员集合精锐部队的尖端反恐单位，包括：第11陆军突击队反恐小组（ULK）、PASKAL海上反恐小组（MCT）、PASKAU人质救援组（FHRT）、69特种部队反恐小组（CTT），以及STAR和UTK的同等反恐单位。
NSOF的成员必须接受六个月的训练，第一梯次的入选者须要服役三年，之后的入选者至少须要服役两年，其任务角色相当于俄罗斯联邦安全局阿尔法小组（Alpha Group）和美国特种作战司令部（SOCOM）。